# Db Productions
dB Productions är ett svenskt, privatägt skivbolag, grundat av 1989 av Dragan Buvac med säte i Malmö, men med verksamhet i hela Sverige.
Sedan 1989 har dB Productions gett ut ett stort antal skivor inom olika genrer, främst klassisk musik/nutida musik, men även jazz, visa/folk och barnmusik, och erhållit bland annat åtskilliga nomineringar och tilldelning av Grammis. Bland artisterna kan nämnas Hans Leygraf, Per Tengstrand, Malmö symfoniorkester, Helsingborgs symfoniorkester, Västerås Sinfonietta, Norrbotten NEO, Roy Goodman, Daniel Blenulf, Fredrik Burstedt, Anderas Stoehr, Joãna Carneiro, Cecilia Zilliacus, Bengt Forsberg, Mats Widlund, KMW, Stefan Östersjö, Mårten Falk, Johannes Thorell, Anna Petrini, Mikael Wiehe, Hanna Åberg, Jacob Karlzon, Elise Einarsdotter, samt tonsättarna Ylva Skog, Andrea Tarrodi, Britta Byström, Mats Larsson Gothe, Jesper Nordin, Kent Olofsson, Fredrik Hedelin och Tobias Broström. 
dB Productions ägs och drivs sedan 2005 på heltid av producenten Erik Nilsson, som dessförinnan var anställd som label manager i bolaget sedan 1999. dB Productions är idag ett av få svenska skivbolag som fortfarande producerar kvalitetsinspelningar på regelbunden basis inom nutida och klassisk musik. Utgivningstakten är 5-8 skivor om året. Bolaget har sedan 2005, när Erik Nilsson tog över och började nischa utgivningen till västerländsk konstmusik, fram till dags dato 2016, gett ut ca 70 skivor varav 10 st har nominerats till det svenska skivpriset Grammis. Särskilt kan nämnas de två tonsättarporträtten av Ylva Skog, som båda blivit grammisnominerade, samt tonsättarporträttet av Andrea Tarrodi (med Västerås Sinfonietta/Andreas Stoehr/Joãna Carneiro/Johannes Gustavsson), som blev nominerat till Grammis 2016 och även är det album som sålt mest, alla kategorier, sedan 2005.
dB Productions är medlem i IFPI (International Federation of the Phonographic Industry).